# Akcia K
Az Akcia K (teljes néven szlovákul Akcia kláštory, csehül Akce kláštery, Akce K) a Csehszlovákia Kommunista Pártja által irányított csehszlovák állami szervek intézkedéssorozata volt a római katolikus egyház, mindenekelőtt a szerzetesrendek és kolostoraik ellen.

## Előzmények
A „diadalmas februárnak” nevezett puccs után, amikor a kommunista párt megszerezte a hatalmat Csehszlovákiában, hamarosan érezhetők voltak az első egyházellenes intézkedések, mindenekelőtt a katolikus tanárok és diákok ellen. Akkor Csehszlovákia lakosságának hivatalosan 60–70%-a vallotta magát katolikusnak. A többi kelet-európai kommunista vezetőhöz hasonlóan Klement Gottwald államelnök is a katolikus egyházat tekintette egyik fő ellenségének. „El Rómától, a nemzeti egyház felé. Az egyházat semlegesítenünk kell, és kézben tartanunk, hogy a rezsimet szolgálja” – adta ki a jelszót 1948. június 9-én Csehszlovákia Kommunista Pártja Központi Bizottsága ülésén. A szerzetesek ellen sajtókampány indult, amelyben a „Vatikán kémeinek”, árulóknak nevezték, és „a harmadik világbórú kiprovokálásával” vádolták őket, több apát ellen koncepciós per indult.
A kommunisták azt remélték, hogy a katolikus egyházi vezetőket is erőszak nélkül is saját oldalukra tudják állítani. Ezért hozták létre párthű laikusok a Katolikus Akciót, amely belülről próbálta meg támadni az egyházi szervezetet. Az 1946-ban kinevezett prágai érsek, Josef Beran elkeseredett ellenségük volt. Egyik pásztorlevelében megtagadta, hogy az egyházat alávesse a kommunista rezsimnek. Ezért 1949. június 19-én házi őrizetbe vették. A Szentszék ezt követően kiközösítette a kollaboráns „állami” Katolikus Akció tagjait, és mindazokat, akik katolikusként kommunista párttagok lettek.

## Az Akcie K fázisai
Az Akcie K első fázisát, amely a férfi kolostorok ellen irányult, 1950. április 13-ról 14-re virradó éjszaka (a húsvét utáni pénteken) hajtották végre. Ebben az állambiztonsági szervek felügyelete alatt a Csehszlovák Néphadsereg és a népi milícia (Ľudové milície, a párt saját fegyveres testülete) egységei 15 szerzetesrend 76 kolostorát foglalták el, amelyben 1180 szerzetes élt. Az eközben tanúsított brutalitás miatt ezt az eseményt később „csehszlovák Bertalan-éjnek” nevezték. A kolostorokat gépfegyveres katonák vették körbe, a szerzeteket fölverték álmukból, a refektóriumba terelték őket, és közölték velük, hogy a kolostort „a munkásosztály döntése alapján” be kell zárni, de aki el akarja hagyni a szerzetesrendet, hazamehet. A maradókat buszokra ültették, és gyűjtőtáborokba szállították, amelyek szintén államosított kolostorok voltak, például a szepességi Podolinban vagy az észak-csehországi Mariascheinban (Bohosudov, Krupka része).
Hasonló módon az állami szervek 1950. április 27-ról 28-ra virradó éjszaka másodszor is lecsaptak. Ekkor összesen 247 férfi kolostort likvidáltak, és 2500 ott élő szerzetest szállítottak 
Végül a harmadik fázisban, amelynek fedőneve Akcia R (Rehoľníčky, szerzetesnők) volt 1950. augusztus 29-től 670 női kolostort oszlattak föl, államosítottak, és 11 800 szerzetesnőt költöztettek ki belőlük. Többségüket gyűjtőkolostorokba internálták, például Modorban, Alsószemeréden, a kelet-csehországi  Weißwasserben (Bilá Voda), illetve ipari vagy mezőgazdasági munkában alkalmazták őket. Csupán a szociális vagy egészségügyi területen dolgozók maradhattak meg lakóhelyükön.

## Következmények
Az államosított kolostorokat világi célokra vették igénybe. Eközben sok értékes könyv és műtárgy veszett oda. A szerzetesek sem továbbtanulni, sem értelmiségi pályán elhelyezkedni nem tudtak. Sokan közülük koholt vádakkal börtönbe kerültek, szigorú körülmények között, kényszermunkára ítélve őket. A szociális és egészségügyi területen a nővérek eltávolítása azonban ellátási gondokat okozott volna, így számukra bizonyos keretek között megengedték a további munkát.
A rendi életet azonban a kolostorok fölszámolásával mégsem sikerült teljesen megszüntetni, mert sok közösség az illegalitásban is összetartott, némelyikük pedig titokban fogadalmat tett új tagokkal is gyarapodott.

## Fordítás
- Ez a szócikk részben vagy egészben  az   Akcia K (kláštory) című szlovák Wikipédia-szócikk fordításán alapul.  Az eredeti cikk szerkesztőit annak laptörténete sorolja fel. Ez a jelzés csupán a megfogalmazás eredetét és a szerzői jogokat jelzi, nem szolgál a cikkben szereplő információk forrásmegjelöléseként.
- Ez a szócikk részben vagy egészben  az   Akce K című cseh Wikipédia-szócikk fordításán alapul.  Az eredeti cikk szerkesztőit annak laptörténete sorolja fel. Ez a jelzés csupán a megfogalmazás eredetét és a szerzői jogokat jelzi, nem szolgál a cikkben szereplő információk forrásmegjelöléseként.
- Ez a szócikk részben vagy egészben  az   Aktion K című német Wikipédia-szócikk fordításán alapul.  Az eredeti cikk szerkesztőit annak laptörténete sorolja fel. Ez a jelzés csupán a megfogalmazás eredetét és a szerzői jogokat jelzi, nem szolgál a cikkben szereplő információk forrásmegjelöléseként.